# Серо-голубая шорная акула
Серо-голубая шорная акула (лат. Heteroscyllium colcloughi) — единственный вид рода серо-голубых шорных акул семейства шорных акул отряда воббегонгообразных. Обитает в западной части Тихого океана на глубине до 6 м. Максимальная зарегистрированная длина 76 см. Размножается яйцеживорождением. Не является объектом коммерческого рыбного промысла. 

## Таксономия
Впервые вид описан в 1908 году под названием Brachaelurus colcloughi. Голотип представлял собой неполовозрелого самца длиной 41 см, пойманного у побережья Квинсленда, Австралия. В настоящее время утрачен. Австралийский ихтиолог Джеймс Дуглас Огилби, описавший новый вид, назвал его в честь своего друга Джона Колкло (англ. John Colclough). Спустя год после публикации Огилби Чарльз Тейт Риган создал для нового вида самостоятельный род серо-голубых акул. 
В 1940 году Гилберт Перси Уайтли опубликовал первые иллюстрации, изображавшие серо-голубую шорную акулу, однако, к сожалению, они были неточны, в частности, отсутствовала борозда, проходящая по срединной линии на подбородке. В результате возникла таксономическая путаница, из-за которой стало неясно не только то, что серо-голубые шорные акулы и пятнистые шорные акулы принадлежат к разным родам, но даже то, что они являются двумя самостоятельными видами. Этот вопрос оставался открытым до тех пор, пока Квинслендский Музей не получил еще один экземпляр для проведения дополнительных исследований.

## Ареал
Серо-голубые шорные акулы обитают в западной части Тихого океана у северо-восточного побережья Австралии от Гладстона, Квинсленд до Баллины, Новый Южный Уэльс. Чаще всего они попадаются в бухте Мортон. Есть несколько сообщений об их присутствии у полуострова Кейп-Йорк, кроме того, они могут быть широко распространены в районе Большого Барьерного рифа. Средой обитания этих донных рыб прибрежные воды глубиной не более 6 м. Они населяют области с мягким грунтом, также встречаются на затонувших кораблях.

## Описание
У серо-голубых шорных акул коренастое тело и длинная, слегка приплюснутая голова с притуплённым рылом, которое в профиль имеет конусовидную форму. Крупные овальные глаза расположены высоко на голове, вытянуты по горизонтали, под ними имеются выступы. Позади и ниже глаз расположены брызгальца. Ноздри находятся практически на кончике рыла, спереди имеются длинные усики, входные отверстия обрамлены кожными складками и бороздками. Ноздри и рот соединены парой бороздок. Во рту имеются 32—34 верхних и 21—29 нижних зубных рядов. Каждый зуб оснащён вертикальным шиловидным остриём и двумя латеральными зубцами. Рот маленький, поперечный, расположен перед глазами. Жаберные щели короткие, пятая жаберная щель расположена близко к четвёртой, но не перекрывает её.
Первый спинной плавник существенно крупнее второго. Основание первого спинного плавника расположено позади основания брюшных плавников. Основание второго спинного плавника находится перед основанием анального плавника. Шипы у основания спинных плавников отсутствуют. Анальный плавник по высоте в 2 раза меньше первого спинного плавника. Его задний коник достигает основания хвостового плавника. Грудные и брюшные плавники широкие и закруглённые. Хвостовой плавник длинный, его длина составляет около 1/4 от длины тела, низкий и асимметричный, у края верхней лопасти имеется выемка, нижняя лопасть не развита. Тело покрыто мелкими и гладкими плакоидными чешуями, не накладывающимися друг на друга. Окраска от сероватой до золотисто-коричневой, брюхо белое. Спинные плавники покрыты тусклыми тёмными седловидными отметинами и белыми пятнами. Молодые акулы окрашены ярко: их тело белого цвета покрыто крупными чёрными отметинами. Серо-голубая шорная акула достигает в длину 76 см.

## Биология
Серо-голубые шорные акулы охотятся на маленьких рыб, а также на моллюсков и рифовых беспозвоночных, включая крабов, креветок и головоногих.
Эти акулы являются яйцеживородящими. В помёте 6—7 новорождённых длиной, вероятно, 17—18 см. Сформировавшиеся эмбрионы имеют длину 17,4—18,6 см. Была поймана беременные самки длиной 65,8—75,5 и неполовозрелые самцы длиной 48,2—51,6 см.
Эти акулы получили своё англоязычное и русское название из-за того что будучи пойманными и вытащенными из воды они закатывают глазные яблоки и закрывают их толстыми нижними веками. При этом зрение у них нормальное. 

## Взаимодействие с человеком
Серо-голубые акулы не представляют опасности для человека. Они не являются целевым объектом рыболовного промысла. В качестве прилова эти акулы иногда попадаются в коммерческие сети и на удочки рыболовов-любителей. Небольшое количество серо-голубых шорных акул отлавливают для содержания в аквариумах. Они легко уживаются в неволе, а молодые акулы ценятся за свою экзотическую окраску. Международный союз охраны природы присвоил этому виду статус «Уязвимый» из-за узкого ареала и ухудшения среды обитания.  